# Culex coursi
Culex coursi är en tvåvingeart som beskrevs av Doucet 1949. Culex coursi ingår i släktet Culex och familjen stickmyggor.
Artens utbredningsområde är Madagaskar. Inga underarter finns listade i Catalogue of Life.